# Anna Cyzon

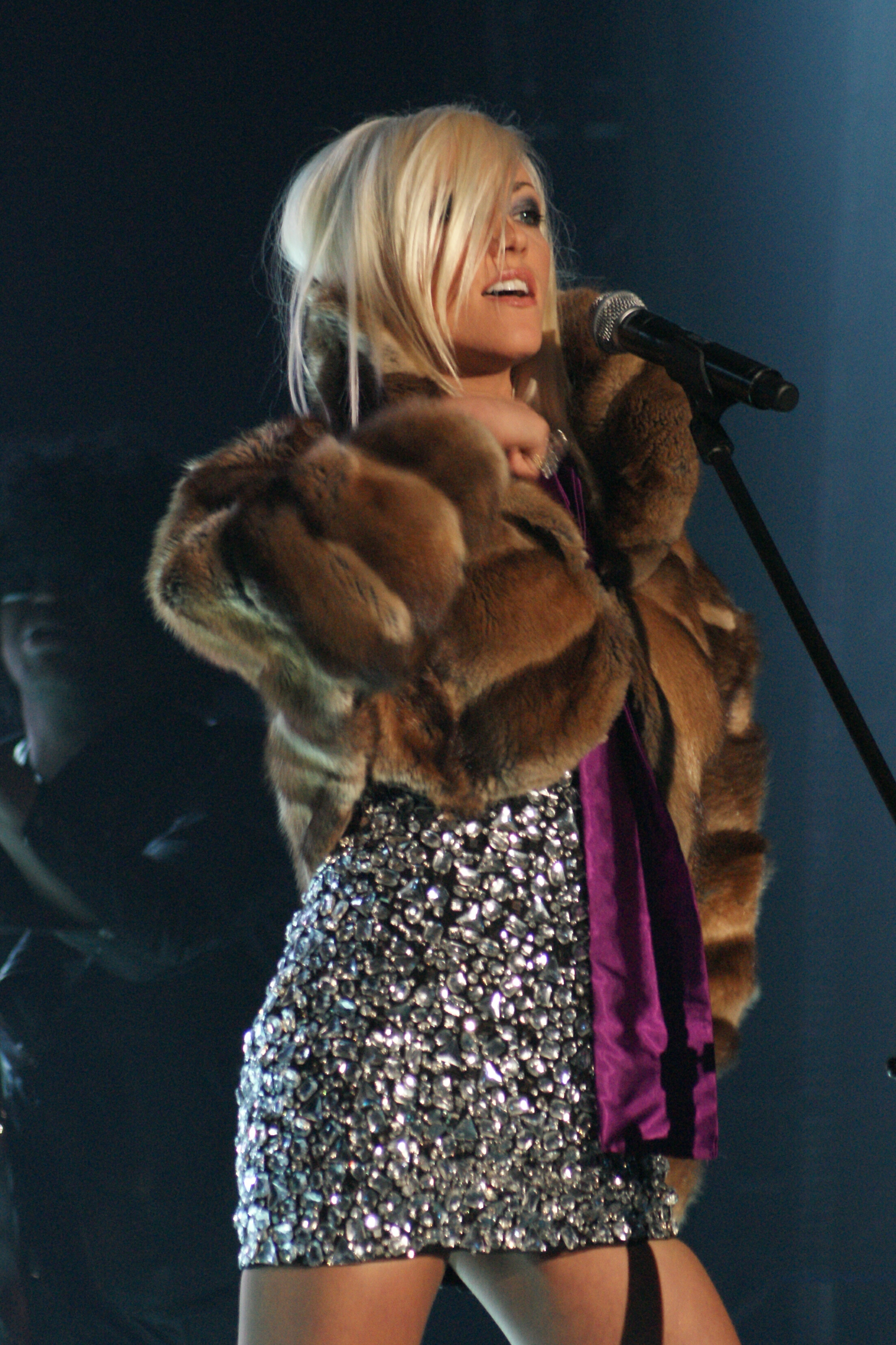
Anna Cyzon em 2010.

Anna Cyzon (Cracóvia, 23 de setembro de 1983), é uma cantora, atriz canadense, é atual co-apresentadora do Todd Shapiro Show na rádio Sirius Satellite Radio.

## Carreira
A carreira de Cyzon começou quando ela fez suas primeiras audições para o Canadian Idol em 2004.
A performance dela o rendeu um emprego na CTV's eTalk, onde ela trabalhou por 2 anos, trocando pela MTV em 2006.
Retornando ao seu amor por música, Cyzon escreveu e dirigiu seu primeiro videoclipe "Reputation" (Produzido pela K-Cut com o diretor e fotógrafo Miz Monday.)
Em Julhod de 2009, Cyzon lançou seu primeiro single "Young Boy" no Canada.  A música chegou a bater o Black Eyed Peas na rádio de Ottawa's HOT 89.9 e chegou a tocar muito também em rádios escolares pelo Canada. O vídeo, dirigido por Juno Award nomeado Davin Black e gravado no topo da antiga construção da EMI de Toronto, chegou a ser tocada na MuchMusic, MuchMore e MTV.
Durante a edição do vídeo, Cyzon foi contata pelo Gene Simmons do Kiss (banda), que levou ela até Los Angeles pra assinar um contrato com ele e sua mais nova gravadora Belinda Stronach e a Universal Music Canada. Cyzon declinou a oferta, retornando para terminar o seu primeiro álbum que seria lançado independentemente no iTunes mais tarde.
Cyzon desde então ja chegou a aparecer nas telas do cinema, aparecendo no filme Unrivaled de Warren P. Sonoda's estrelando o campeão de UFC Rashad Evans. Ela também estrelou em um filme da televisão Canadense baseado na franquia Degrassi. Ela tem o papel de "Erin" no filme canadense Textuality, estrelando Jason Lewis, Carly Pope e Eric McCormack, dirigido por Warren P. Sonoda.
Em 2013, lançou "Into The Sun" produzido por um antigo amigo, e colaborador, Mike Schlosser. O videoclipe musical controverso foi gravado por Davin Black.

## Vida Pessoal
Cyzon imigrou para o Canada com a família dela em 1990.
Cyzon attended Bishop Allen Academy, followed by the University of Toronto where she obtained a Bachelor of Arts in Criminology and a minor in Philosophy and Sociology.
Ela tem uma irmã mais nova chamada Barbara, ela também pratica Yoga.

## Discografia
| Ano  | Lançado                                                                       |
| ---- | ----------------------------------------------------------------------------- |
| 2011 | Anna Cyzon - Lançado: 11 de Abril de 2011 - Gravadora: Universal Music Canada |

| Ano  | Nome           | Referência |
| ---- | -------------- | ---------- |
| 2009 | „Young Boy”    |            |
| 2009 | „Reputation”   | [ 2 ]      |
| 2010 | „Love Me”      | [ 3 ]      |
| 2013 | „Into the Sun” | [ 4 ]      |

## Link Externo
- Anna Cyzon. no IMDb.